# Olympische Sommerspiele 2000/Teilnehmer (Mexiko)
| Gelbes Symbol für Goldmedaillen mit stilisierten Olympischen Ringen | Graues Symbol für Silbermedaillen mit stilisierten Olympischen Ringen | Braundes Symbol für Bronzemedaillen mit stilisierten Olympischen Ringen |
| ------------------------------------------------------------------- | --------------------------------------------------------------------- | ----------------------------------------------------------------------- |
| 1                                                                   | 2                                                                     | 3                                                                       |

Mexiko nahm an den Olympischen Sommerspielen 2000 in Sydney mit insgesamt 78 Athleten, davon 52 Männer und 26 Frauen, teil. Fahnenträger bei der Eröffnungsfeier war der Wasserspringer Fernando Platas.

## Medaillengewinner

### Gold
| Name           | Sportart     | Wettkampf                |
| -------------- | ------------ | ------------------------ |
| Soraya Jiménez | Gewichtheben | Frauen, Klasse bis 58 kg |

### Silber
| Name            | Sportart       | Wettkampf                      |
| --------------- | -------------- | ------------------------------ |
| Noé Hernández   | Leichtathletik | Männer, 20 Kilometer Gehen     |
| Fernando Platas | Wasserspringen | Männer, Kunstspringen, 3 Meter |

### Bronze
| Name              | Sportart       | Wettkampf                  |
| ----------------- | -------------- | -------------------------- |
| Cristián Bejarano | Boxen          | Männer, Leichtgewicht      |
| Joel Sánchez      | Leichtathletik | Männer, 50 Kilometer Gehen |
| Víctor Estrada    | Taekwondo      | Männer, Klasse bis 80 kg   |

## Teilnehmer nach Sportarten

### Bogenschießen
- Juan Carlos Manjarrez
Männer, Einzel: 51. Platz

- Erika Reyes
Frauen, Einzel: 36. Platz

### Boxen
- Cristián Bejarano
Leichtgewicht: Bronze

- Francisco Bojado
Federgewicht: 9. Platz

- César Morales
Bantamgewicht: 9. Platz

- Daniel Ponce de León
Fliegengewicht: 17. Platz

- Liborio Romero
Halbfliegengewicht: 9. Platz

- José Luis Zertuche
Halbmittelgewicht: 9. Platz

### Gewichtheben
- Soraya Jiménez
Frauen, Leichtgewicht: Gold

### Judo
- Adriana Angeles
Frauen, Superleichtgewicht: Viertelfinale

### Kanu
- José Ramón Ferrer & José Antonio Romero
Männer, Canadier-Zweier, 500 Meter: Halbfinale
Männer, Canadier-Zweier, 1000 Meter: 6. Platz

### Leichtathletik
- Alejandro Cárdenas
Männer, 400 Meter: Viertelfinale

- Andrés Espinosa
Männer, Marathon: 27. Platz

- Adriana Fernández
Frauen, Marathon: 16. Platz

- José David Galván
Männer, 10.000 Meter: 13. Platz

- Daniel García
Männer, 20 Kilometer Gehen: 12. Platz

- Ana Guevara
Frauen, 400 Meter: 5. Platz

- Noé Hernández
Männer, 20 Kilometer Gehen: Silber

- Mara Ibañez
Frauen, 20 Kilometer Gehen: 26. Platz

- María Graciela Mendoza
Frauen, 20 Kilometer Gehen: DNF

- José Salvador Miranda
Männer, 3000 Meter Hindernis: Vorläufe

- Pablo Olmedo
Männer, 5000 Meter: Vorläufe

- Benjamín Paredes
Männer, Marathon: 64. Platz

- Robin Pratt
Männer, Stabhochsprung: kein gültiger Versuch in der Qualifikation

- Armando Quintanilla
Männer, 10.000 Meter: Vorläufe

- Nora Rocha
Frauen, 5000 Meter: Vorläufe
Frauen, 10.000 Meter: Vorläufe

- Dulce María Rodríguez
Frauen, 5000 Meter: Vorläufe

- Miguel Ángel Rodríguez
Männer, 50 Kilometer Gehen: 7. Platz

- Germán Sánchez
Männer, 50 Kilometer Gehen: DNF

- Joel Sánchez
Männer, 50 Kilometer Gehen: Bronze

- María Guadalupe Sánchez
Frauen, 20 Kilometer Gehen: 5. Platz

- Bernardo Segura
Männer, 20 Kilometer Gehen: DNF

- Juan Pedro Toledo
Männer, 400 Meter Gehen: Vorläufe

### Moderner Fünfkampf
- Samuel Félix
Männer, Einzel: 11. Platz

- Horacio de la Vega
Männer, Einzel: 22. Platz

### Radsport
- Belem Guerrero
Frauen, Punktefahren: 5. Platz

- Ziranda Madrigal
Männer, Mountainbike, Cross-Country: 24. Platz

### Reiten
- Santiago Lambre
Springen, Einzel: DNF
Springen, Mannschaft: 12. Platz

- Antonio Maurer
Springen, Einzel: 59. Platz in der Qualifikation
Springen, Mannschaft: 12. Platz

- Antonio Rivera
Dressur, Einzel: 44. Platz

- Alfonso Romo
Springen, Einzel: DNF
Springen, Mannschaft: 12. Platz

### Rudern
- Jesús Huerta
Männer, Einer: 19. Platz

- Rómulo Bouzas & Gerardo Gómez
Männer, Leichtgewichts-Doppelzweier: 10. Platz

- Lourdes Montoya & Ana Sofía Soberanes
Frauen, Leichtgewichts-Doppelzweier: 16. Platz

### Schießen
- Roberto José Elías
Männer, Luftgewehr: 38. Platz
Männer, Kleinkaliber, Dreistellungskampf: 39. Platz
Männer, Kleinkaliber, liegend: 41. Platz

### Schwimmen
- Jorge Carral
Männer, 400 Meter Freistil: 28. Platz
Männer, 1500 Meter Freistil: 31. Platz

- Javier Díaz
Männer, 200 Meter Freistil: 30. Platz
Männer, 200 Meter Lagen: 37. Platz

- Josh Ilika
Männer, 100 Meter Schmetterling: 33. Platz

- Alfredo Jacobo
Männer, 100 Meter Brust: 43. Platz

- Adriana Marmolejo
Frauen, 200 Meter Brust: 29. Platz

- Juan Veloz
Männer, 200 Meter Schmetterling: 20. Platz
Männer, 400 Meter Lagen: 38. Platz

- Patricia Villareal
Frauen, 400 Meter Freistil: 33. Platz
Frauen, 800 Meter Freistil: 21. Platz

### Segeln
- David Mier
Männer, Windsurfen: 25. Platz

- Santiago Hernández & Manuel Villareal
Männer, 470er: 23. Platz

- Tania Elías
Frauen: Europe: 17. Platz

### Synchronschwimmen
- Érika Leal Ramírez / Lilián Leal
Duett: 9. Platz

### Taekwondo
- Víctor Estrada
Männer, Weltergewicht: Bronze

- Águeda Pérez
Frauen, Fliegengewicht: 5. Platz

- Monica del Real
Frauen, Weltergewicht: 9. Platz

### Tennis
- Enrique Abaroa & Alejandro Hernández
Männer, Doppel: 17. Platz

### Turnen
- Denisse López
Frauen, Einzelmehrkampf: 92. Platz in der Qualifikation
Frauen, Pferdsprung: 7. Platz

### Volleyball (Beach)
- María Theresa Galindo & Hilda Gaxiola
Frauenturnier: 19. Platz

- Ibarra Rodríguez & Joel Sotelo
Männerturnier: 9. Platz

### Wasserspringen
- María José Alcalá
Frauen, Turmspringen: 30. Platz
Frauen, Synchron-Kunstspringen: 6. Platz
Frauen, Synchron-Turmspringen: 8. Platz

- Azul Almazán
Frauen, Kunstspringen: 13. Platz
Frauen, Turmspringen: 33. Platz
Frauen, Synchron-Turmspringen: 8. Platz

- Jashia Luna
Frauen, Kunstspringen: 19. Platz
Frauen, Synchron-Kunstspringen: 6. Platz

- Fernando Platas
Männer, Kunstspringen: Silber 
Männer, Synchron-Kunstspringen: 5. Platz

- Francisco Pérez
Männer, Turmspringen: 19. Platz

- Joel Rodríguez
Männer, Kunstspringen: 29. Platz

- Eduardo Rueda
Männer, Turmspringen: 42. Platz
Männer, Synchron-Kunstspringen: 5. Platz